# Kaj Munk
Kaj Harald Leininger Munk (n. 13 ianuarie 1898, Maribo, regiunea Sjælland, Danemarca – d. 4 ianuarie 1944, Silkeborg, Regiunea Midtjylland, Danemarca) a fost un scriitor și pastor luteran danez.
Martir al rezistenței antifasciste, alături de Ludvig Holberg, este considerat unul dintre cei mai importanți dramaturgi din Danemarca.
Piesele sale valorifică sugestii din expresionism, din stilul lui Pirandello, din naturalismul lui Ibsen și se remarcă prin concizie compozițională și măiestrie  a dialogului.

## Scrieri
- 1926: Kaerlighed ("Iubire");
- 1928: En idealist ("Idealistul"), dramă de idei, ce exprimă conflictul dintre credință și rațiune;
- 1932: Ordet ("Cuvântul"), opera sa principală;
- 1933: De udvalgte ("Aleșii");
- 1940: Svoerg det, drenge ("Jurați, băieți"), poezie revoluționară;
- 1941: Navigare necesse ("E necesar să navigăm");
- 1942: Niels Ebbesen, unde își exprimă atitudinea antifascistă față de problema dictaturii politice;
- 1942: Foraaret saa sagte kommer ("Primăvara vine atât de încet"), memorialistică;
- 1942: Der unge nord ("Tânărul nord");
- 1943: For Cannae ("Înainte de Cannae");
- 1944: Den skaebne ej til os ("Departe de noi acest destin").